# Alizarinfarbstoffe

Strukturformel von Alizarin

Strukturformel von Anthrachinon

Die Alizarinfarbstoffe sind eine Gruppe von wichtigen, vorwiegend synthetischen Beizenfarbstoffen (siehe Entwicklungsfärbung). Wegen des Anthrachinon-Gerüsts zählen sie zu den Anthrachinonfarbstoffen. Neben Alizarin kommt auch das Purpurin natürlich vor.

## Geschichte
Der deutsche Chemiker Robert Emanuel Schmidt forschte ab 1887 bei der Farbenfabrik Friedrich Bayer und entwickelte 1889 den ersten synthetischen Alizarinfarbstoff.

## Derivate
Die Alizarinfarbstoffe sind Derivate des Alizarins – ein mit zwei phenolischen Hydroxygruppen substituiertes Anthrachinon – die sich durch verschiedene Substituenten an den beiden äußeren Benzolringen unterscheiden.
| Name             | Struktur | R1  | R2    | R3  | R4  | R5 | R6 | R7  | R8 |
| ---------------- | -------- | --- | ----- | --- | --- | -- | -- | --- | -- |
| Alizarin         |          | –OH | –OH   | –H  | –H  | –H | –H | –H  | –H |
| Alizarin R       | –OH      | –OH | –OH   | –H  | –H  | –H | –H | –H  |    |
| Alizarinbordeaux | –OH      | –OH | –H    | –H  | –OH | –H | –H | –OH |    |
| Purpurin         | –OH      | –OH | –H    | –OH | –H  | –H | –H | –H  |    |
| Alizarinorange   | –OH      | –OH | –NO2  | –H  | –H  | –H | –H | –H  |    |
| Alizarinrot      | –OH      | –OH | –SO3H | –H  | –H  | –H | –H | –H  |    |

## Verwendung
Die Alizarinfarbstoffe werden vorwiegend zum Färben von Wolle eingesetzt. Als Beizenfarbstoffe haften sie nur dann auf den Fasern, wenn diese vorher mit Beizen auf Basis von Metallsalzen wie z. B. Aluminium- oder Chrom-Salzen behandelt wurden. Auf der Faser bilden sich dann die entsprechenden schwer löslichen Metallkomplexe (Farblacke). Die Farben zeichnen sich durch hohe Farbechtheit aus.

## Externe Links zu erwähnten Verbindungen
1. ↑  Externe Identifikatoren von bzw. Datenbank-Links zu Alizarinorange:  CAS-Nr.: 568-93-4, EG-Nr.: 209-310-2, ECHA-InfoCard: 100.008.465, PubChem: 3770390, ChemSpider: 2999021, Wikidata: Q27288437.